# Avril 1826

## Événements
- 1er avril, États-Unis : Samuel Morey fait breveter le Moteur à combustion interne.
- 4 avril : protocole russo-britannique de Saint-Pétersbourg proposant une médiation entre Turcs et Grecs. Le protocole prévoit une intervention britannique et russe en faveur des Grecs pour qu’ils accèdent à l’autonomie sous la suzeraineté du sultan. Cette mesure provoque la colère de l’Autriche, fidèle aux principes de la Sainte-Alliance.
- 22 avril : Dumont d’Urville appareille de Toulon comme commandant de « L'Astrolabe » (l'ancienne « La Coquille », rebaptisée) pour une deuxième circumnavigation, avec entre autres missions, la recherche de La Pérouse. Il découvrira les îles Fidji, cartographiera les îles Loyauté, effectuera un relevé des côtes de la Nouvelle-Zélande, entreprendra une exploration des îles Tonga et des Moluques. Ses rapports ont permis la classification des îles en Mélanésie, Polynésie et Micronésie.
- 23 avril : après des mois de siège, les troupes de Méhémet Ali, commandées par Ibrahim Pacha prennent Missolonghi.
- 26 avril : traité d’amitié entre les États-Unis et le Danemark qui établit une série d’accords concernant le commerce et la navigation.

## Naissances
- 4 avril : Zénobe Gramme (mort en 1901), électricien belge.
- 6 avril : Gustave Moreau, peintre français.

## Décès
- 8 avril : Rosalie Drouot, peintre française.